# Asticta stenoptera
Asticta stenoptera är en fjärilsart som beskrevs av Hans Rebel 1907. Asticta stenoptera ingår i släktet Asticta och familjen nattflyn. Inga underarter finns listade i Catalogue of Life.